# Xenerodiops mycter
Xenerodiops mycter — викопний вид лелекоподібних птахів, що існував на початку олігоцену (33 млн років тому).

## Скам'янілості
Рештки птаха знайденні у відкладеннях формації Джебель-Катрані на півночі Єгипту. Було виявлено фрагменти дзьоба та лівої плечової кістки. На основі решток у 1987 році описані нові рід та вид Xenerodiops mycter. Філогенічно птаха зближують з чаплевими, але на основі будови дзьоба, все ж таки виокремили у монотипову родину Xenerodiopidae.